# Томпсон, Уильям (экономист)
Уильям Томпсон (англ. William Thompson; 30 июня 1775 — 28 марта 1833) — ирландский мыслитель, экономист, политический философ, социолог и социальный реформатор, пришедший от утилитаризма к роли раннего критика капиталистической эксплуатации и утопического социалиста, чьи идеи повлияли на кооперативное, профсоюзное и чартистское движение. Марксист Джеймс Коннолли определял его как «первого ирландского социалиста» и предшественника Маркса.

## Жизнь
Родился в Корке (по другим сведениям — в Карбери) в семье одного из наиболее зажиточных купцов этого города, олдермена Джона Томпсона, занимавшего, среди прочего, пост мэра в 1794 году. Таким образом, принадлежал к англо-ирландской верхушке богатых землевладельцев и торговцев. После смерти отца в 1814 году Уильям унаследовал небольшой торговый флот и имение возле Гландора в Западном Корке.
Он отвергнул способ жизни большинства своих собратьев по сословию, предпочитавших управлять своим имуществом, находясь от него на расстоянии (обычно находясь в городах); несмотря на частые путешествия, он жил во вверенном ему имении, внедрял там сельскохозяйственные инновации и стремился улучшить жизнь своим подопечным, обеспечивая для них необходимые услуги, а для их детей — образование.
Страдающий с раннего возраста от слабого здоровья, Томпсон в течение последних 13 лет своей жизни стал некурящим трезвенником и вегетарианцем. Отказ от вредных привычек, по его признанию, помог ему сосредоточиться на чтении и писательской деятельности. Тем не менее, в 1830-х годах он страдал от болей в груди, и в конечном итоге болезнь унесла его жизнь 28 марта 1833. Он никогда не был женат и не оставил прямых наследников.
В завещании Томпсон оставил кооперативному движению своё поместье (по мнению Э. Т. Крейга, такое решение было принято после визита в коммуну Ралахин). Однако его родственники затеяли судебный процесс, в итоге которого завещание было признано недействительным. Длительные разбирательства по делу сделали процесс о наследстве Томпсона одним из самых долгих в истории ирландского права. 

## Идеи
Восторженный почитатель идей Просвещения, в частности Кондорсе, Томпсон стал убежденным эгалитаристом и демократом. Поддержка им Французской революции обеспечила ему в светских кругах Корка ярлык «Красного республиканца», а выступления в поддержку эмансипации и равноправия ирландских католиков ещё больше отдалило его от остальных представителей богатой протестантской элиты.
Поначалу Томпсон находился под впечатлением от утилитаризма Джереми Бентама, с которым он переписывался и сдружился (во время поездки в Лондон он оставался в доме английского философа доме в течение нескольких месяцев в 1821—1822).
Томпсон читал и переписывался и с другими современниками-утилитаристами (в их числе был и Джеймс Милль). Томпсон также познакомился с работами французских социалистов-утопистов, в том числе Шарля Фурье и Анри Сен-Симона, а также экономиста Сисмонди. Кроме того, он пребывал под влиянием (как положительным, так и отрицательным) Уильяма Годвина и Томаса Мальтуса.
Желая преодолеть ограниченность «умственных спекуляций» Годвина и «механические спекуляций» Мальтуса, Томпсон предлагает новый синтез: общественные науки (social science) — Томпсон был первым, кто ввел этот термин. Он был призван сочетать в себе важнейшие аспекты политэкономии, методы научного материализма и рациональную мораль утилитаризма.

### Вклад в политическую экономию
Противопоставление идеям Мальтуса и Годвина стимулировало Томпсона исследовать роль распределения в политической экономии. Прибыв в Лондон, он в 1824 году опубликовал свою книгу «Исследование принципов распределения богатства, наиболее способствующих человеческому счастью; применённое к предложенной системе добровольного равенства богатств».
В «Исследовании…» Томпсон продолжает линию трудовой теории стоимости, выдвинутой Адамом Смитом и Давидом Рикардо. Однако он определяет присвоение львиной доли прибавочной стоимости владельцем средств производства (капиталистом) как эксплуатацию и приходит к резкой критике капитализма: «Чем выше прибыль капитала, тем ниже — при прочих равных условиях — должна быть заработная плата». Противопоставляя свой гуманистический идеал существовавшему строю, он определяет капитализм как основанную на господстве капитала и эксплуатации «систему необеспеченности».
Томпсон рассматривает уровень оплаты труда и эксплуатации рабочих как результат жестокой борьбы между собственниками и производителями. Он отвергает утверждение Мальтуса/Милля, что любое увеличение заработной платы работников может привести лишь к их дальнейшему обнищанию, отмечая, что такая теория лишь обслуживает корыстный интерес капиталистов и обосновывает законодательство, запрещающие для рабочих любые средства борьбы за повышение заплат. Применяя утилитарный принцип «наибольшего блага для наибольшего числа людей» к существующим и возможным альтернативным схемам (пере)распределения, Томпсон приходит к идее уравнительного распределения продукта.
Джон Минтер Морган, один из коллег Томпсона по кооперативному движению, пришёл к выводу, что тот первым использовал термин «конкурентная» (competitive) для описания существующей экономической системы. Оригинальность труда Томпсона впоследствии подчёркивал и анархист Макс Неттлау: «Эта книга, впрочем, раскрывает и его [Томпсона] собственную эволюцию; начав с требования полного продукта труда, а также регулирования распределения, он пришёл к своему обращению в коммунизм, то есть неограниченное распределение».
В 1827 году со сходной идеей, что присвоение основной доли плодов производства помещиками и капиталистами является эксплуатацией, хищением у трудящихся продукта их труда, выступил ещё один «рикардианский социалист» Томас Годскин в своей книге «Труд защищённый» (Labour Defended). Однако Годскин предполагал, что путь к экономической справедливости для трудящихся лежит через реформирование системы конкуренции. Томпсон ответил на книгу коллеги собственной — «Труд вознагражденный» (Labor Rewarded), в которой отстаивал кооперативный коммунизм против неравных зарплат у Годскина.

### Оппозиция мальтузианству и феминизм
В противовес мальтузианству Томпсон выдвинул закон народонаселения, согласно которому в процессе экономического развития размножение людей всё более подчиняется контролю разума, соответственно абсолютный рост населения сопровождается относительным его сокращением по сравнению с массой средств существования. Отвергая политические и экономические выводы эссе Мальтуса о народонаселении как человеконенавистнические, Томпсон признавал, что, в частности, в Ирландии безудержный рост населения действительно может представлять угрозу роста бедности. Это для него было аргументом в пользу внедрения контрацепции.
На дальнейшее развитие критики тогдашнего положения женщин Томпсоном сильнее всего повлияла его долгосрочные тесная дружба с одной из предтеч феминизма, ирландской писательницей и защитницей предоставления женщинам политических прав Анной Уилер. Он встретил Уилер у Бентама; они обращались в утилитаристских кругах, включавших Джеймса Милля (отца Джона Стюарта Милля, также ставшего сторонником прав женщин). Именно публикация Милля-старшего «О правительстве», в которой тот ратовал за избирательное право исключительно для мужчин, вызывала пламенную отповедь Уилер и Томпсона в «Воззвании одной половины человечества, женщин, против претензий второй, мужчин, на сохранение их в политическом, а также гражданском и домашнем рабстве».

### В кооперативном движении утопических социалистов
Томпсона и других представителей кооперативного движения несколько несправедливо относить к оуэнистам. На самом деле, хотя труды Роберта Оуэна и его социальный эксперимент в Нью-Ланарке помогли сформировать кооперативное движение, однако многие в последнем, включая и Томпсона, были критичны к авторитарным и антидемократическим тенденциям у Оуэна. Томпсон также скептически относился к попыткам Оуэна задобрить богатых и могущественных покровителей, полагая, что от богачей как класса никогда не стоит ожидать поддержки любого проекта освобождения трудящихся, поскольку таковой бы попросту угрожал их привилегиям. Он приобрёл немало последователей в рядах кооперативного движения, и чтобы отличать себя от позиции Оуэна, это крыло движения стало определять себя как «социалистов или коммунионистов» (communionist), а не «оуэнистов». Их письмо в «The Cooperative Magazine» (Лондон, ноябрь 1827) Оксфордский словарь английского языка приводит как первое документальное употребление термина «социалист».
Эти разногласия привели к открытой конфронтации между Томпсоном и Оуэном на третьем кооперативном конгрессе, состоявшемся в 1832 году в Лондоне. Оуэн — вероятно, раздосадованный провалом своей попытки создать коммунистическую производительную общину «Новая гармония», — заявил, что надо ждать помощи от государства и фондовых бирж в финансировании подобных крупномасштабных общин. Томпсон же со сторонниками утверждал, что они должны двигаться по пути создания независимых мелких общин на базе собственных ресурсов движения. Спор остался не разрешённым по итогам этого конгресса, но на следующем Томпсон уже не смог присутствовать из-за болезни, унесшей его жизнь пять месяцев спустя.
Карл Маркс, натолкнувшийся на работы Томпсона во время посещения Манчестера в 1845 году, ссылался на него в своих трудах «Нищета философии» (1847) и «Капитал». С точки зрения марксизма, Томпсон выявил конфликт капиталистического накопления и распределения с производительными силами, определяющий историческую ограниченность капиталистического производства. Однако он, считая переход «общественного капитала» в руки рабочих исторически неизбежным, рассчитывал, что этот процесс может быть осуществлен мирным путём и без ликвидации частной собственности.